# Ben Bamfuchile
Ben Pabili Bamfuchile (12 de abril de 1960 – Kitwe, 27 de dezembro de 2007) foi um futebolista e treinador de futebol zambiano que atuava como defensor.

## Carreira
Bamfuchile jogou por apenas 2 clubes em sua carreira: o Roan United, entre 1977 e 1980, e o Nkana, onde atuou até sua aposentadoria em 1989, com apenas 29 anos. Virou técnico no mesmo ano, substituindo Moses Simwala, considerado pelo próprio seu "mentor". Em 1990, foi "rebaixado" para auxiliar de Samwala, permanecendo no cargo até 1992, quando foi promovido ao comando técnico, exercido até 1997. Ele ainda treinou o Power Dynamos entre 2001 e 2003.
Por seleções, foi escolhido novo técnico da Zâmbia em 1998, depois da desastrosa campanha dos Chipolopolo na Copa das Nações Africanas, onde o técnico alemão Burkhard Ziese chegou a ser suspenso e George Mungwa assumiu as rédeas da equipe no último jogo. Sob o comando de Bamfuchile, a Zâmbia venceu os jogos restantes das eliminatórias da Copa Africana de 2000 depois de ter empatado a partida de estreia em 1 a 1 contra a República Democrática do Congo - neste jogo, Fighton Simukonda foi o técnico interino. O desempenho zambiano na competição continental não foi o mesmo das eliminatórias, e Bamfuchile foi dispensado. Ele ainda voltaria a integrar a comissão técnica em 2004, como auxiliar-técnico de Kalusha Bwalya.
Seu último trabalho no futebol foi pela seleção da Namíbia, entre 2006 e 2007, ajudando o time a se classificar para a 2008, 10 anos depois da primeira participação e tornando-se um herói nacional após a vitória por 3 a 2 sobre a Etiópia, que definiu a classificação. Porém, alegando falta de respeito dos dirigentes da Associação de Futebol da Namíbia que, segundo ele, não teriam honrado os termos de seu vínculo com a seleção, Bamfuchile pediu demissão do cargo

## Morte
Desde agosto de 2007, Bamfuchile vinha sofrendo com uma doença prolongada, que o obrigou a ser substituído pelo auxiliar Fillemon Kanalelo em alguns jogos. Faleceu em 27 de dezembro do mesmo ano, num hospital de Kitwe

## Títulos
Nkana
- Campeonato Zambiano: 1982, 1983, 1985, 1986, 1988 e 1989 (como jogador); 1990, 1992 e 1993 (como treinador)
- Copa da Zâmbia: 1986 e 1989 (como jogador); 1991, 1992 e 1993 (como treinador)
- Supercopa da Zâmbia: 1982, 1983, 1984, 1987 e 1989 (como jogador);, 1990, 1991 e 1993 (como treinador)

Power Dynamos
- Copa da Zâmbia: 2001 e 2003